# Stueningeria nepalensis
Stueningeria nepalensis is een vlinder uit de familie van de Metarbelidae. De wetenschappelijke naam van de soort is voor het eerst gepubliceerd in 2019 door Ingo Lehmann.
De soort komt voor in India (Uttarakhand) en Nepal.